# Guy Evans
Guy Randolph Evans (* 17. června 1947, Birmingham, Anglie, Spojené království) je anglický progresivně rockový bubeník, perkusionista a skladatel, nejvíce známý jako člen skupiny Van der Graaf Generator.